# Baltasar Rodríguez-Salinas Palero
Baltasar Rodríguez-Salinas Palero (Alcalá de Henares, 30 de desembre de 1925 - Madrid, 14 de febrer de 2007) fou un matemàtic espanyol, acadèmic de la Reial Acadèmia de Ciències Exactes, Físiques i Naturals.

## Biografia
Interessat per les matemàtiques de ben jovenet, el 1942 (amb només 17 anys) va publicar el seu primer article a la Revista Euclides. El 1948 es va llicenciar en matemàtiques amb Premi Extraordinari de Llicenciatura a la Universitat Central de Madrid. Va realitzar una estada de recerca a Florència (Itàlia) sota la direcció de Giovanni Sansone per aprofundir en anàlisi matemàtica, del que en fou un dels impulsors a Espanya, i el 1952 es va doctorar en matemàtiques amb la tesi Sobre la ecuación diferencial sota la direcció de Tomás Rodríguez Bachiller, i va obtenir el premi extraordinari de doctorat.
Després de formar part uns anys del Cos d'Enginyers Geògrafs el 1954 va obtenir la càtedra d'anàlisi matemàtica de la Universitat de Saragossa, on també fou director del departament de teoria de funcions. El 1970 va passar a ocupar la mateixa càtedra a la Universitat Complutense de Madrid, on també fou degà de la Facultat de Ciències Matemàtiques. El 1991 es va jubilar i esdevingué catedràtic emèrit. També fou cap de la Secció d'Anàlisi Matemàtica de l'Institut Jorge Juan de Matemàtiques del Consell Superior d'Investigacions Científiques.
Ha dirigit tesis i publicat articles sobre equacions diferencials, teoria de l'aproximació de Pierre-Simon Laplace, extensió d'aplicacions lineals, teoria de la mesura i de la integral, anàlisi de variable complexa i anàlisi funcional.
De 1965 a 1974 fou acadèmic de número de la Real Academia de Ciencias Exactas, Físicas, Químicas y Naturales de Zaragoza, el 1976 fou acadèmic corresponent de l'Acadèmia de Ciències de Lisboa i el 1975 fou escollit acadèmic de número de la Reial Acadèmia de Ciències Exactes, Físiques i Naturals, en la que va ingressar l'any següent amb el discurs Medidas en espacios topológicos. També fou soci de la Unione Matematica Italiana i conseller adjunt del Patronat Alfonso X el Sabio del CSIC.